# Franco Cordelli
Franco Cordelli (né à Rome le 20 février 1943) est un écrivain et critique théâtral italien. Il a reçu le prix Viareggio en 2016.

## Biographie
Ecrivain, essaysite et critique théâtral et littéraire pour le Corriere della Sera, il a travaillé pour la Rai Radio 3. Son activité de critique comprend: l'anthologie Il pubblico della poesia (éditée par Alfonso Berardinelli, 1975), qui rend compte de la « dérive » des langages et des expériences poétiques de la fin des années 1960; des recueils d'essais sur les problématiques socio-politiques connexes à l'activité littéraire; l'animation du cycle de performances poétiques développées au Beat 72 de Rome en 1977. Il fut le premier à découvrir Carlo Verdone.
Ses archives sont conservées au Centre d'études sur la tradition manuscrite des auteurs modernes et contemporains de l’université de Pavie.

## Distinctions
- Il reçoit en 1974 le prix de la première œuvre narrative du prix Sila pour Procida[5].
- 1980: Prix Sila pour Le forze in campo[5].
- 1991: Prix national littéraire Pisa[6]
- 2016: Prix Viareggio pour Una sostanza sottile[7].

## Œuvres
- Procida, Milano, éd. Garzanti, 1973; nuova edizione riscritta, Milano, Rizzoli, 2006; Theoria, 2018.
- Il pubblico della poesia, éd. Lerici, 1975.
- Fuoco Celeste, Parma, Guanda, 1976.
- Il poeta postumo. Manie pettegolezzi rancori, Lerici, 1978; nuova ed. a cura di Stefano Chiodi, Firenze, Le Lettere 2008.
- Le forze in campo, Milano, Garzanti, 1979.
- Partenze eroiche, Lerici, 1980; nuova ed., Gaffi, 2013.
- I puri spiriti, Milano, Rizzoli, 1982. romanzo
- Proprietà perduta, Parma, Guanda, 1983; nuova ed. a cura di Andrea Cortellessa, L'Orma Editore, 2016,  (ISBN 978-88-997-9308-1).
- Pinkerton, Milano, Mondadori, 1986. romanzo
- Antipasqua, Milano, SE, 1988.
- L'Italia di mattina, Milano, Leonardo Editore, 1990; nuova edizione, Perrone Editore, 2010.
- Guerre lontane, Torino, Einaudi, 1990.
- La mia America. Antologia della Letteratura Americana dal 1945 a oggi, 2 voll., Milano, Leonardo, 1991.
- Scipione l'italiano, Gremese, 1991.
- Diderot dondero, Fondo Pasolini, 1993.
- Arancio, Sottotraccia, 1995.
- La democrazia magica. Il narratore, il romanziere, lo scrittore, Torino, Einaudi, 1996; nuova ed., Fandango, 2012.
- Un inchino a terra, Torino, Einaudi, 1999.
- La religione del romanzo, a cura di Enzo Di Mauro, Firenze, Le Lettere, 2002.
- Lontano dal romanzo, Firenze, Le Lettere, 2002.
- Il duca di Mantova, Milano, Rizzoli, 2004.
- Vacanze romane. Set  · Protagonisti · Film, Edizioni Falsopiano, 2008.
- La marea umana, Milano, Rizzoli, 2010. romanzo
- L'ombra di Piovene, Firenze, Le Lettere, 2011.
- Una sostanza sottile, Torino, Einaudi, 2016.
- Un mondo antico, Theoria, 2019.
- Il mondo scintillante, Theoria, 2019.
- Che tutto abbraccia. I giorni e i film, Edizioni Falsopiano, 2019.  (ISBN 9788893041577)
- Tao 48, ed. La Nave Di Teseo, 2022.